# The New Wave
Pour les articles homonymes, voir New wave (homonymie).
Singles de Daft Punk
Da Funk
(1995)
Pistes de Homework
Indo Silver Club
(14) Funk Ad
(16)
The New Wave est le premier maxi de Daft Punk sorti en 1994 sur le label Soma Recordings puis la même année sur le label UMM sous licence de Soma Recordings. Désormais épuisé, le titre est très rare et difficile à obtenir.

## Généralités
Le disque comporte trois titres, The New Wave, Assault et Alive. Initialement un single à part entière, The New Wave a finalement évolué en Alive (ce qui est mis en évidence dans l'ordre des pistes), morceau qui apparaît sur le premier album du groupe, Homework.

## Pistes
| 1. | The New Wave (Edit) | 5:17 |
| 2. | The New Wave        | 7:12 |

| 1. | Assault                    | 5:57 |
| 2. | Alive (New Wave Final Mix) | 5:15 |